# Anzukko
Pour plus de détails, voir Fiche technique et Distribution.
Anzukko (杏っ子) est un film japonais réalisé par Mikio Naruse, sorti en 1958.

## Fiche technique
- Titre : Anzukko
- Réalisation : Mikio Naruse
- Scénario : Mikio Naruse et Sumie Tanaka d'après le roman de Murō Saisei
- Photographie : Masao Tamai
- Décors : Satoru Chūko (ja)
- Montage : Eiji Ōi
- Musique : Ichirō Saitō
- Société de production : Tōhō
- Pays de production : Japon
- Format : noir et blanc - 2,35:1 - Mono
- Genre : drame
- Durée : 110 minutes
- Date de sortie :
  - Japon : 13 mai 1958[2]

## Distribution
- Sō Yamamura : Heishiro Hirayama, le père
- Kyōko Kagawa : Kyoko / Anzukko
- Isao Kimura : Ryokichi Urushiyama, le mari
- Keiju Kobayashi : Tayama
- Daisuke Katō : Suga
- Shizue Natsukawa : Rieko Hirayama, la mère
- Hiroshi Tachikawa : Heinosuke Hirayama
- Yū Fujiki : Okada
- Yoshio Tsuchiya : Ishima
- Chieko Nakakita : Sumiko
- Natsuko Kahara : Enko Murai
- Nobuo Nakamura
- Sadako Sawamura
- Kenji Sahara (en)
- Minoru Chiaki : Saburo Yoshida